# Diabetes renalis
Als Diabetes renalis wird eine Funktionsstörung der Niere bezeichnet, die durch eine dauerhafte Ausscheidung von Glucose im Urin (Glucosurie) bei normaler Glucosetoleranz und nicht erhöhtem Blutzuckerspiegel gekennzeichnet ist.
Synonyme Namen sind renale Glukosurie sowie, weniger gebräuchlich, Diabetes innocens, Diabetes innocuus, Diabetes decipiens, Nierendiabetes, Nierenharnruhr und normoglykämische Glucosurie.
In einem aktuellen Lehrbuch der Physiologie findet sich eine abweichende Bezeichnung: „Beim renalen Diabetes mellitus ist die Affinität oder maximale Transportrate der tubulären Glukosetransporter eingeschränkt und Glukose geht verloren.“
Das Symptombild des Diabetes renalis wurde erstmals 1895 beschrieben. Der Schweizer Kinderarzt Guido Fanconi prägte für diese Form der Störung des Kohlenhydratstoffwechsels 1931 die Bezeichnung familiäre renale Glucosurie.
Neben dem angeborenen Diabetes renalis gibt es darüber hinaus auch erworbene und vorübergehende Formen. Da diese Störung im Regelfall nahezu symptomlos und damit für die Patienten beschwerdefrei bleibt und keine Spätfolgen bekannt sind, ist eine Therapie im Regelfall nicht notwendig.

## Verbreitung
Zu Prävalenz und Inzidenz des primären und des sekundären Diabetes renalis gibt es keine verlässlichen Daten. Horst Bibergeil nennt in einer älteren Veröffentlichung eine Schätzung von 0,3 Prozent zur Häufigkeit der familiären Form, vorrangig betroffen ist nach diesen Angaben die Altersgruppe von 18 bis 49 Jahren. Dies ist jedoch möglicherweise, aufgrund des meist symptomlosen Verlaufs, auch auf eine späte Diagnose im Rahmen einer Routineuntersuchung zurückzuführen. Männer sind häufiger betroffen als Frauen.
„Der renale Diabetes, diese dominant vererbte Störung der proximalen Tubulusfunktion (in etwa 1 ‰ der Bevölkerung), zeichnet sich durch eine Glykosurie bei normalem Blutzucker ohne andere Nierenfunktionsstörung aus.“

## Pathophysiologie
Die Pathophysiologie des Diabetes renalis ist identisch mit dem Wirkungsmechanismus der Gliflozine (SGLT-2-Hemmer). Diese oralen nicht-insulinotropen Antidiabetika wie zum Beispiel Ertugliflozin, Canagliflozin, Empagliflozin, Ipragliflozin und Tofogliflozin induzieren also gewissermaßen einen iatrogenen Diabetes mellitus. Sowohl beim Diabetes renalis wie auch bei der Gliflozin-Therapie findet man eine Urina diabetica wie beim Diabetes mellitus.
In den Glomeruli werden alle Glukosemoleküle durch die Podozyten in den Primärharn filtriert. In den Nierenkanälchen (Tubuli) werden diese Glukosemoleküle anschließend wieder in den Blutkreislauf rückresorbiert. Diese energieabhängige tubuläre Rückresorption von Blutzucker gelingt beim schweren Diabetes mellitus in Abhängigkeit vom Blutzuckerspiegel des Patienten nur teilweise. Wenn die Kapazitätsgrenze für die Rückresorption überschritten wird, wird der restliche Blutzucker mit dem Sekundärharn ausgeschieden. Diese tubuläre Kapazitätsgrenze entspricht der Nierenschwelle, also dem Blutglukosespiegel, bei dessen Überschreiten die Glukose im Urin nachweisbar ist. „Beim renalen Diabetes ist das Rückresorptionsvermögen der Tubulusepithelien gestört.“
SGLT-2 (sodium glucose linked transporter 2) ist ein sekundär aktives Carrier-Protein, das in der Niere im proximalen Tubulus aus dem Primärharn Glucose und Natrium rückresorbiert. Der durch die Natrium-Kalium-ATPase aufgebaute Natriumgradient stellt hierbei die treibende Kraft für die Glucoseresorption dar. Ist dieser Transporter aufgrund einer erblichen Störung beim Diabetes renalis nicht funktionsfähig, finden sich bei betroffenen Personen hohe Glucosewerte im Urin, ohne dass diese durch einen hohen Blutglucosepiegel verursacht würden (renale Glukosurie).
Dies machen sich die SGLT-2-Hemmer zunutze, indem sie den Effekt nachahmen und den renalen natriumabhängigen Glucosetransporter Typ 2 (SGLT2) in den Nierenkanälchen vorübergehend hemmen. Ihre Funktion besteht darin, dass sie die konzentrationsabhängige Harnausscheidung von Glucose fördern. Dies führt sowohl zu einer Senkung der Blutzuckerkonzentration als auch zu einem meistens erwünschten Kalorienverlust. Dieser Mechanismus der Blutzuckersenkung ist unabhängig von der Insulinwirkung, von der Insulinausschüttung, von einer Insulinresistenz oder von einer mangelnden Insulinproduktion durch die Betazellen der Bauchspeicheldrüse.
Außerdem existiert in der Niere auch der SGLT1-Transporter (im distalen Teil des proximalen Tubulus), der im Vergleich zum SGLT2-Transporter eine größere Affinität zu Glucose aufweist. Daher kommt es trotz des Einsatzes von SGLT-2-Hemmern zur Resorption von Glucose zurück in den Blutkreislauf.
Da SGLT1 zwei Natriumionen im Symport mit Glucose transportiert, ist der Energieaufwand für diese Rückresorption deutlich höher. Außerdem ist hierdurch erklärbar, warum zum einen die Hemmung des SGLT2 selten zu einer Hypoglykämie (Unterzuckerung) führt und es zum anderen trotz Hemmung der Natriumrückresorption nicht zu einer Störung des Elektrolythaushaltes kommt.

## Ursache und Krankheitsentstehung

### Primäre Formen
Ursache des primären beziehungsweise familiären Diabetes renalis, also der nicht als Folge anderer Erkrankungen entstehenden Form, ist eine vererbte Störung der Rückresorption der Glucose in der Niere. Die Blutglucose, die bei der Bildung des Harns in der Niere zunächst über die Glomeruli in den Primärharn gelangt, wird aus diesem im Normalfall vollständig aktiv rückresorbiert und dem Blutstrom wieder zugeführt. Die Reabsorption geschieht dabei in den proximalen Tubuluszellen. Eine Störung dieser Reabsorption der Glucose in den Nieren kann entweder autosomal unvollständig rezessiv vererbt werden und damit angeboren sein (familiäre Form des Diabetes renalis) oder sie beruht auf erworbenen Veränderungen der Nierenfunktion.
Als physiologische Basis gibt es zwei Möglichkeiten, und zwar zum einen eine eingeschränkte Funktion der Glucosetransporter in der Niere mit einer verringerten Reabsorption für Glucose (verminderte maximale Glucosetransportkapazität) und zum anderen eine Verringerung der Nierenschwelle für Glucose mit einer gesteigerten Abgabe von Glucose in den Urin (normale maximale Glucosetransportkapazität)
Nach François Reubi kann unterschieden werden zwischen einem Typ A, dem gleichzeitigen Vorliegen beider Störungen, und einem Typ B, dem alleinigen Vorliegen einer verringerten Nierenschwelle bei normaler Reabsorptionsrate. Diese Unterscheidung wird jedoch von einigen Autoren in Frage gestellt. Als Typ 0 wurde eine bisher erst einmal beschriebene Form bezeichnet, die durch ein völliges Fehlen der Reabsorption gekennzeichnet ist. Für die autosomal unvollständig rezessiv vererbte Form des Diabetes renalis ist eine Mutation des Gens für den Natrium-Glucose-Cotransporter SGLT2 in der Niere identifiziert worden. Weitere Untersuchungen haben ergeben, dass das Ausmaß der Glucosurie wahrscheinlich von der Art und der Lage der Mutation sowie vom Vorliegen der Mutation in homozygoter oder heterozygoter Form abhängt. Eine isolierte renale Glukosurie beruht auf einer hereditären Erkrankung mit Beteiligung von SLC 2A2 3q26.2 am proximalen Tubulus.

### Sekundäre Formen
Beim sekundären Diabetes renalis, also der erworbenen Form, liegt meist eine Absenkung der Nierenschwelle vor. Zu unterscheiden ist dabei einerseits zwischen vorübergehend bestehenden Zuständen und andererseits einer dauerhaft erhöhten Glucoseausscheidung als Begleiterscheinung anderer Erkrankungen.
Eine vorübergehende Form des Diabetes renalis kann beispielsweise bei einer Schwangerschaft auftreten und wird dann auch als Schwangerschaftsglucosurie bezeichnet. Als Ursache gilt hier ein schwangerschaftsbedingter Anstieg der Nebennierenhormone. Eine vorübergehende renale Glucosurie wurde darüber hinaus als mögliche Begleiterscheinung einer Erkrankung an Tetanus sowie nach Nierentransplantationen beschrieben. Auch das Vorliegen einer vorübergehenden Glucosurie bei Neugeborenen ist weit verbreitet.
Eine mögliche Ursache eines dauerhaft bestehenden sekundären Diabetes renalis ist eine akute oder chronische Entzündung der Niere. Weitere Erkrankungen oder Zustände, bei denen eine Glucosurie vorübergehend oder dauerhaft als Symptom auftreten kann, sind beispielsweise Akromegalie, Morbus Cushing, Hyperthyreose, Phäochromozytom, Tumoren der Alpha-Zellen der Langerhansschen Inseln, Herzinfarkt, Pankreatitis, Lungenentzündung, Bluthochdruck, Leberzirrhose, Morbus Wilson, Erkrankungen beziehungsweise Verletzungen des zentralen Nervensystems, Fanconi-Syndrom, diverse Nephropathien, Vergiftungen, länger anhaltende Fastenzustände sowie ein akuter oder chronischer Sauerstoffmangel. Die spezifische Abgrenzung gegenüber einem primären Diabetes renalis erfolgt in diesen Fällen durch eine entsprechende Differentialdiagnose.
Nach einer Nierentransplantation kann es zu einem Diabetes mellitus kommen. Man spricht vom new-onset diabetes after transplantation (NODAT). 3 bis 20 Prozent der transplantierten Patienten sind (meistens in den ersten Monaten nach der Operation) betroffen. Als Hauptrisikofaktor gilt die postoperative Prophylaxe mit Kortikosteroiden und Tacrolimus, um die Transplantatabstoßung zu verhindern. Steroide verursachen eine Insulinresistenz und damit eine Zuckerkrankheit. Ein Diabetes renalis liegt hier jedoch nicht vor; eine Abgrenzung gegenüber einer renalen Glukosurie ist jedoch schwierig. Oft wird einfach eine Glukoseintoleranz diagnostiziert. Ein new-onset diabetes after transplantation könne wiederum im Transplantat eine diabetische Nephropathie verursachen.

## Klinische Erscheinungen
Die Feststellung eines Diabetes renalis ist häufig ein Begleitbefund anderer Untersuchungen, da beim alleinigen Vorliegen dieser Störung in der Mehrzahl der Fälle keine klinisch bedeutsamen Symptome bestehen. Das Auftreten einer erhöhten Urinausscheidung (Polyurie) und eines gesteigerten Durst- und Hungergefühls (Polydipsie und Polyphagie) ist möglich. Ein Diabetes renalis kann, meist bei körperlicher Belastung, aufgrund der erhöhten Glucoseausscheidung gelegentlich auch einen verringerten Blutzuckerspiegel bewirken und somit vorübergehend Symptome einer milden Unterzuckerung (Hypoglykämie) auslösen. Etwa zehn bis zwölf Prozent der Betroffenen leiden gelegentlich unter Atemnot (Dyspnoe), Schwäche, Nervosität, Müdigkeit oder einem Engegefühl im Brustkorb (Stenokardie).

## Untersuchungsmethoden
Wichtigstes diagnostisches Merkmal des Diabetes renalis ist der Nachweis einer dauerhaften Ausscheidung von Glucose im Urin. Kennzeichnend für den Diabetes renalis ist dabei die Konstanz der Glucosurie, weitestgehend unabhängig von der Nahrungsaufnahme, von körperlicher Belastung oder der Gabe von Insulin beziehungsweise von oralen Antidiabetika.
Beim autosomal vererblichen renalen Diabetes ist die tubuläre Rückresorption von Glucose kleiner als 1,11 mmol oder 200 mg pro Minute.
Zur Differentialdiagnose (Abgrenzung) gegenüber einem Diabetes mellitus, bei dem eine Glucosurie ebenfalls als Symptom auftreten kann, dient ein oraler Glukosetoleranztest, der beim Vorliegen eines Diabetes renalis normal ausfällt. Auch eine Familienanamnese kann bei der Diagnose hilfreich sein. Zur Abgrenzung gegenüber anderen Störungen der Nierenfunktion ist die Bestimmung der Ausscheidungrate von anderen Substanzen, die an den proximalen Tubuli reabsorbiert werden, möglich.
Der ICD-10-Code für den Diabetes renalis lautet E74.8, zusammen mit essentieller Pentosurie, Oxalose und Oxalurie als „Sonstige näher bezeichnete Störungen des Kohlenhydratstoffwechsels“. Der Code für eine Glucosurie unklarer Ursache ist R81.

## Behandlung und Heilungsaussicht
Beim isolierten Vorliegen eines Diabetes renalis ist aufgrund des Fehlens von klinisch relevanten Auswirkungen eine spezifische Therapie meist nicht notwendig. Eine kausale (ursächliche) Behandlung ist ebenso wenig verfügbar wie eine symptomatische Behandlung, die auf das Leitsymptom der erhöhten Urinausscheidung ausgerichtet ist. Therapeutische Maßnahmen beschränken sich deshalb auf die Sekundärsymptome wie beispielsweise das gelegentliche Auftreten einer Unterzuckerung oder einer Atemnot in Situationen, in denen diese ein behandlungsbedürftiges Ausmaß erreichen.
Für den Diabetes renalis sind keine Langzeitfolgen bekannt, so dass im Allgemeinen von einem milden (benignen) Verlauf ohne eine fortschreitende Verschlechterung (Progredienz) ausgegangen wird. Die Höhe der Glucosurie kann im Laufe des Lebens sogar abnehmen, da es zu einem auch bei gesunden Menschen auftretenden Anstieg der Nierenschwelle kommen kann. Beim Vorliegen eines milden Diabetes renalis ohne das Auftreten von weiteren Symptomen wie Polyurie, Polydipsie, Polyphagie und Hypoglykämie wird aus diesen Gründen eine Relevanz als Krankheit teilweise in Frage gestellt.
Ein Übergang eines Diabetes renalis in einen Diabetes mellitus ist in der Literatur mehrfach in Form von Fallbeschreibungen dokumentiert. Ob allerdings das Vorliegen eines Diabetes renalis generell mit einem erhöhten Risiko verbunden ist, später an einem Diabetes mellitus zu erkranken, ist nicht gesichert. Eine diesbezügliche Langzeit-Verlaufsstudie erbrachte keine entsprechenden Hinweise.